# ヘファイスティオン

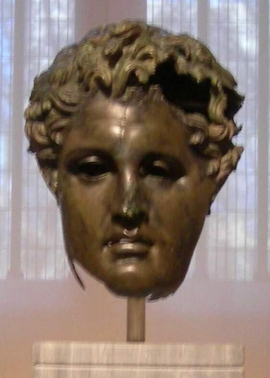
ヘファイスティオン

ヘファイスティオン（古代ギリシャ語: Ἡφαιστίων, ラテン文字転写: Hephaistíon、 紀元前356年? - 紀元前324年秋）は、マケドニアのアレクサンドロス大王の幕僚、友人である。ヘパイスティオンとも表記される。アレクサンドロスと同年であったが、身長と体格では優っていた。容貌は美しかったが、軟弱ではなく武勇に優れていた。大王とは非常に親密な関係であり、大王よりも1年早く病死したが、そのとき大王は大いに悲しんだという。

## 生涯
ヘファイスティオンは貴族アミュンタスの子としてマケドニアの首都ペラに生まれた。彼は少年時代からアレクサンドロスの親友で、アレクサンドロスが即位すると側近護衛官に任じられた。東方遠征が開始されるとアレクサンドロスの家臣として常にそば近くに侍り、トロイの遺跡ではアレクサンドロスが英雄アキレウスの墓に花冠を捧げたのに倣い、アキレウスの無二の親友であったとされるパトロクロスの墓に花冠を捧げている。こうしたことから、彼とアレクサンドロスが一種の恋愛関係にあったとする説が有力である。
紀元前333年のイッソスの戦いの後、アレクサンドロスとヘファイスティオンが連れ立って捕えられたダレイオス3世の母親と妃の許を訪れたとき、ダレイオスの母シシュガンビスは2人のどちらが王であるか見分けがつかず、より上背のあるヘファイスティオンの前に跪いてしまう。しかしアレクサンドロスは「お気になさるな。この男もまたアレクサンドロスなのだから」と笑って咎めなかったという。その後フェニキア征服戦の際はアレクサンドロスに命じられてシドンの町の新しい王を選び出し、エジプト侵攻前には艦隊を率いてフェニキア沿岸を巡航し、一帯の治安を保った。
紀元前331年のガウガメラの戦いではアレクサンドロスとともに騎兵将校の一員として奮戦し、左翼のパルメニオンの部隊を助け、乱戦のなかで腕を槍で貫かれるという重傷を負う。
同年冬に起こったフィロタスのアレクサンドロス暗殺の陰謀事件の際には、幕僚の多くが即時処刑を要求したのに対し、クラテロスらとともに拷問による真相究明を主張して容れられた。フィロタスの処刑の結果ヘタイロイ騎兵指揮官の座が空席となるとヘファイスティオンはクレイトスとともに後任の指揮官に任じられた。
ヘファイスティオンはソグディアナの平定からインド侵攻にかけてはしばしば別働隊を率いて活躍し、ペルディッカスとともにカーブル渓谷を確保。王の本隊に先駆けてインダス川まで下り、渡河の準備をする。なお具体的な準備内容としてはアッリアノスは架橋説、クルティウス・ルフスは船の建造説をとっているが、いずれが事実かは定かでない。
紀元前326年のヒュダスペス河畔の戦いではアレクサンドロスの本隊に加わって奮戦し、その後別働隊を率いてパンジャブ東部の諸侯の一人、小ポロス（パウラヴァ王ポロスとは別人）に降伏を勧告。アレクサンドロスが撤退を決意すると、インダス川を下る船隊に並行して陸路を南下し、住民が逃げ去ったシンド南部のパタラ砦を接収した。
その後アレクサンドロスとともにゲドロシアの砂漠を行軍してペルシスに到達し、紀元前324年春にスーサで行なわれた合同結婚式でダレイオス3世の娘、ドリュペティスを娶る。彼女はこの時アレクサンドロスが妻とした皇女スタテイラの妹である。またアレクサンドロスの舅オクシュアルテスの娘アマストリネも彼の妻となった。この時ヘファイスティオンはキリアルケス、すなわち帝国宰相に相当する地位を与えられている。
しかし同年秋にヘファイスティオンはエクバタナで突如病に倒れ、7日ほどで病死した。このときアレクサンドロスは非常に嘆き悲しみ、投薬を誤ったかどで医師を処刑し、三日間にわたって食事もとらず衣服も整えずにひきこもり、バビロンに1万タラントンを費やして巨大な火葬壇を築き、彼を神として祭るように命じたという。
またアレクサンドロスはエジプトの総督クレオメネスに宛ててアレクサンドリアにヘファイスティオンを英雄神として祭るための壮大な神殿や霊廟を築くように指示したが、このとき彼がクレオメネスに「神殿や霊廟が立派に築かれたと見て取ったあかつきには、たとえこれまでにどんな非違があろうと、また今後どのような過失があろうと、決しておまえを咎めることはない」とまで記しており、アッリアノスら多くの史家に批判されている。
なお、ヘファイスティオンはアレクサンドロスの幕僚の一人で後にディアドコイとなるエウメネスと不仲であったことが知られている。アレクサンドロスの母オリュンピアスや諸人に声望のあった将軍クラテロスとの対立も知られており、王の寵愛を受けつつもマケドニア軍のなかでは孤立的な立場であったらしい。

## ヘファイスティオンが登場する作品
小説
- 『獅子王アレクサンドロス』（阿刀田高）

漫画
- 『アレクサンダー大王 -天上の王国-』（赤石路代）
- 『アレクサンドロス 〜世界帝国への夢〜』（安彦良和）
- 『ヒストリエ』（岩明均）

映画
- 『アレキサンダー』（オリバー・ストーン監督）